# Systém ostnoploutvých ze 4. vydání Fishes of the World
Ostnoploutví (Perciformes) jsou významná skupina ryb, jejichž systematika prošla v historii mnoha změnami. Než byly k dispozici výsledky molekulárně-biologických studií, šlo o mnohonásobně parafyletickou sběrnou skupinu, jejíž systematika a taxonomie byla velmi komplikovaná a nestabilní. Níže je uveden přehled systému ostnoploutvých použitý ve čtvrtém vydání vlivné ichtiologické publikace J. Nelsona Fishes of the World z r. 2006. Jde o vyvrcholení snah o sestavení přirozeného systému této skupiny na základě morfologických dat. Molekulárně biologické fylogenetické studie však posléze ukázaly, že mnoho skupin (podřádů) uvedených níže je polyfyletických a že naopak některé skupiny řazené zde mimo ostnoploutvé (např. ropušnicotvární) mají evolučně velmi blízko k okounovitým (kteří tvoří jádro ostnoploutvých). Následné vydání Fishes of the World z r. 2016 již uvádí značně zredukované složení řádu ostnoploutví. Moderní systém podložený rozsáhlými fylogenetickými studiemi je navržen v publikacích Betancura-R. a kol.

## Taxonomie dle Nelsona (2006)

### podřád: Percoidei
- nadčeleď: Percoidea
  - kanicovkovití (Acropomatidae)
  - okouníčkovití (Ambassidae)
  - parmovcovití (Apogonidae)
  - kahavajovití (Arripidae)
  - osmipruhovití (Banjosidae)
  - beztrníkovití (Bathyclupeidae)
  - pražmovití (Bramidae)
  - plochonosovití (Callanthiidae)
  - kranasovití (Carangidae)
  - placulinkovití (Caristiidae)
  - smuhovkovití (Centracanthidae)
  - okounkovití (Centrarchidae)
  - robalovití (Centropomidae)
  - klipkovití (Chaetodontidae)
  - zlakovití (Coryphaenidae)
  - ostnušíkovití (Dichistiidae)
  - štikulenkovití (Dinolestidae)
  - kotějkovití (Dinopercidae)
  - štítovcovití (Echeneidae)
  - bezzubkovití (Emmelichthyidae)
  - trnohřbetovití (Enoplosidae)
  - parmovkovití (Epigonidae)
  - ostnušíčkovití (Gerreidae)
  - perlovkovití (Glaucosomatidae)
  - kaníckovití (Grammatidae)
  - chrochtalovití (Haemulidae)
  - pichulovití (Inermiidae)
  - praporkovcovití (Kuhliidae)
  - tloušťovkovití (Kyphosidae)
  - bělivkovití (Lactariidae)
  - Lateolabracidae
  - plošákovití (Leiognathidae)
  - pobřežníkovití (Leptobramidae)
  - cejnkovití (Lethrinidae)
  - pilohřbetcovití (Lobotidae)
  - chňapalovití (Lutjanidae)
  - štíhlicovití (Malacanthidae)
  - měsícovcovití (Menidae)
  - okatcovití (Monodactylidae)
  - mořčákovití (Moronidae)
  - parmicovití (Mullidae)
  - ostnáčovití (Nandidae)
  - kohoutovcovití (Nematistiidae)
  - špičatníkovití (Nemipteridae)
  - štíhlounkovití (Notograptidae)
  - studnařovití (Opistognathidae)
  - hranozubovití (Oplegnathidae)
  - hlavotrnovití (Ostracoberycidae)
  - metaříkovití (Pempheridae)
  - kostlivkovití (Pentacerotidae)
  - paokounovití (Percichthyidae)
  - okounovití (Percidae)
  - trnovkovití (Plesiopidae)
  - Polycentridae
  - smuhovcovití (Polynemidae)
  - Polyprionidae
  - pomcovití (Pomacanthidae)
  - lufarovití (Pomatomidae)
  - očařovití (Priacanthidae)
  - sapínovcovití (Pseudochromidae)
  - kranasovcovití (Rachycentridae)
  - smuhovití (Sciaenidae)
  - Scombropidae
  - kanicovití (Serranidae)
  - ježdíkovcovití (Sillaginidae)
  - mořanovití (Sparidae)
  - bručounovití (Terapontidae)
  - stříkounovití (Toxotidae)
- nadčeleď: Cirrhitoidea
  - mramorovkovití (Aplodactylidae)
  - špičatníkovití (Cheilodactylidae)
  - chironemovití (Chironemidae)
  - štětičkovcovití (Cirrhitidae)
  - trumpetníkovití (Latridae)
- nadčeleď: Cepoloidea
  - gospicovití (Cepolidae)

### podřád: Elassomatoidei
- okounečkovití (Elassomatidae)

### podřád: Labroidei
- vrubozubcovití (Cichlidae)
- příbojovkovití (Embiotocidae)
- pyskounovití (Labridae)
- pyskounovcovití (Odacidae)
- sapínovití (Pomacentridae)
- ploskozubcovití (Scaridae)

### podřád: Zoarcoidei
- vlkoušovití (Anarhichadidae)
- ronkvilovití (Bathymasteridae)
- křivotlamkovití (Cryptacanthodidae)
- měčitkovití (Pholidae)
- nitkovkovití (Ptilichthyidae)
- hrabatkovití (Scytalinidae)
- ostnohřbetníkovití (Stichaeidae)
- příďovkovití (Zaproridae)
- slimulovití (Zoarcidae)

### podřád: Notothenioidei
- dráčátkovití (Bathydraconidae)
- rohačkovití (Bovichthyidae)
- ledařkovití (Channichthyidae)
- lupičkovití (Harpagiferidae)
- ledovkovití (Nototheniidae)

### podřád: Trachinoidei
- smačkovití (Ammodytidae)
- ropušíkovití (Champsodontidae)
- chejmarovití (Cheimarrhichthyidae)
- zubatkovití (Chiasmodontidae)
- vrtalkovití (Creediidae)
- pískovníkovití (Leptoscopidae)
- plošcovití (Percophidae)
- pruhounovití (Pholidichthyidae)
- písečníkovití (Pinguipedidae)
- ostnatcovití (Trachinidae)
- pískařovití (Trichodontidae)
- hrabavkovití (Trichonotidae)
- nebehledovití (Uranoscopidae)

### podřád: Blennioidei
- slizounovití (Blenniidae)
- slizounkovití (Chaenopsidae)
- paslizounovití (Clinidae)
- střapečkovcovití (Dactyloscopidae)
- štětkovkovití (Labrisomidae)
- tříploutvovití (Tripterygiidae)

### podřád: Icosteoidei
- hadrovcovití (Icosteidae)

### podřád: Gobiesocoidei
- carounovití (Gobiesocidae)

### podřád: Callionymoidei
- vřeténkovití (Callionymidae)
- dračíkovití (Draconettidae)

### podřád: Gobioidei
- hlavačkovití (Eleotridae)
- hlaváčovití (Gobiidae)
- pískovkovití (Kraemeriidae)
- hlaváčovcovití (Microdesmidae)
- hlavačkovcovití (Odontobutidae)
- Ptereleotridae
- mřenkounovití (Rhyacichthyidae)
- larvovkovití (Schindleriidae)
- pyskatcovití (Xenisthmidae)

### podřád: Kurtoidei
- kroužkožebernatcovití (Kurtidae)

### podřád: Acanthuroidei
- bodlokovití (Acanthuridae)
- čabrakovití (Ephippidae)
- luváriovití (Luvaridae)
- kaložroutovití(Scatophagidae)
- králíčkovcovití (Siganidae)
- bičonošovití (Zanclidae)

### podřád: Scombrolabracoidei
- makrelovkovití (Scombrolabracidae)

### podřád: Scombroidei
- soltýnovití (Sphyraenidae)
- pamakrelovití (Gempylidae)
- tkaničnicovití (Trichiuridae)
- makrelovití (Scombridae)
- mečounovití (Xiphiidae)

### podřád: Stromateoidei
- průsvitníkovití (Amarsipidae)
- ariomovití (Ariommatidae)
- medúzovcovití (Centrolophidae)
- medúzovkovití (Nomeidae)
- kalínovití (Tetragonuridae)
- pestrounovití (Stromateidae)

### podřád: Anabantoidei (labyrintky)
- lezounovití (Anabantidae)
- čichavcovití (Helostomatidae)
- guramovití (Osphronemidae)

### podřád: Channoidei
- hadohlavcovití (Channidae)

### podřád: Caproidei
- drsnatcovití (Caproidae)